# 왕지춘

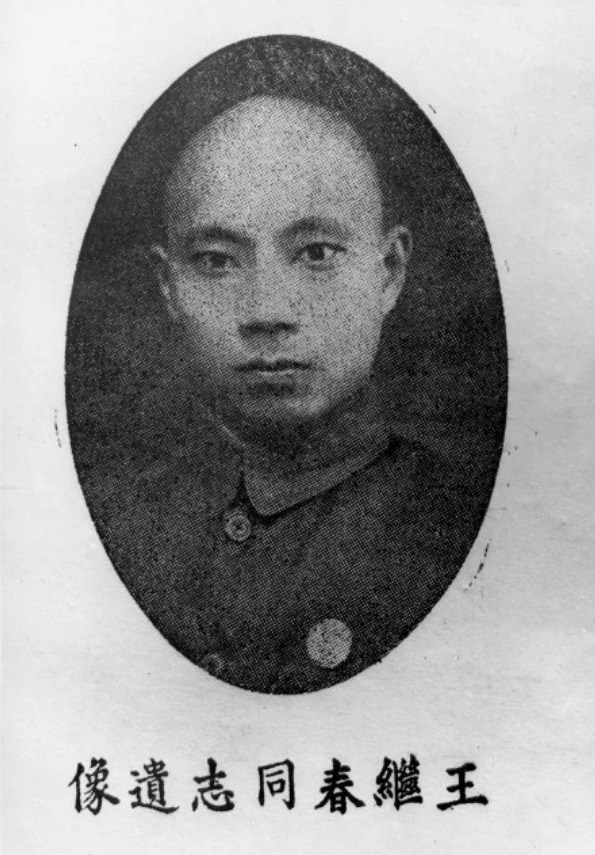
왕지춘

왕지춘(王繼春(왕계춘), 1908년 2월 29일~1943년 3월 7일)은 중화민국(대륙 본토 시대)의 관료 겸 정치인이자 외교관이었다. 자(字)는 쑹타이(颂台, 송태)이고, 훗날 타이완에서 어언 10년간 동안 중화민국의 총통(1978~1988)을 지낸 장징궈(蔣經國)의 사숙(師叔)이자 절친(切親)이기도 하였었다.

## 생애

### 일생
청 제국 장시 성 난창의 빈민가에서 슬하 4남 2녀(6남매) 중 막내(넷째아들)로 출생하여, 지난날 한때 국민정부 본토 중화민국 대륙 시대의 저장 성 사오싱에서 잠시 유아기를 보낸 적이 있으며 장시 법정전문학교를 나온 후 국민정부 시대 중화민국 저장 성 사오싱 신창 현주·국민정부 시대 중화민국 후난 성 주저우 유 현주·국민정부 시대 중화민국 장시 성 간저우 상유 현주 등을 지냈다.

### 인간 관계
그는 궈리바이(郭礼伯, 1905년 4월 27일 출생 ~ 1978년 2월 14일(72세) 사망, 생전에 예비역 중화민국 육군 소장 전역 후 타이완 타오위안 민정국장 역임.)의 사제(師弟)였으며, 장징궈(蔣經國, 1906년 3월 18일 출생 ~ 1988년 1월 13일(81세) 사망, 생전에 예비역 중화민국 육군 대장 전역 후 중화민국 국방부 장관·타이완 행정원장·중화민국 총통 역임)의 사숙(師叔)이자 절친(절친한 친구)이기도 하였다.

### 사후
1943년 3월 7일, 폐질환으로 인하여 향년 35세로 병사하고 나서 6년 후 그의 부인, 외동아들, 형제자매의 직계를 비롯한 일족들은 1949년 8월 15일, 국부천대 사태로 인하여 모두 타이베이(타이완)로 이주하였다.